# Boanthropie
 (août 2021).
La boanthropie est une maladie mentale dans laquelle un homme (ou une femme) croit être un bovin.

## Référence historiques
La victime la plus célèbre de ce trouble aurait été Nabuchodonosor II, qui dans le Livre de Daniel a été « chassé des hommes », et a « mangé de l'herbe comme les bœufs. »
Carl Jung citera par la suite Nabuchodonosor [comme] la dégénérescence régressive complète d'un homme qui est allé trop loin.
Selon la tradition perse, le prince bouyide Majd ad-Dawla Rustam souffrait de l'illusion qu'il était une vache, faisant le bruit d'une vache et demandant qu'on la tue afin que sa chair soit consumée. Il a été guéri par Avicenne.

## Actuellement
La boanthropie se produit encore aujourd'hui lorsqu'une personne, en pleine crise de délire, se croit être un bœuf ou une vache ; et tente de vivre et de se comporter en conséquence.
Il a été suggéré que l'hypnose, la suggestion et l'autosuggestion pouvaient contribuer à de telles croyances.
Les rêves pourraient également jouer un rôle important. Jung, par exemple, raconte comment une femme bornée « rêvait qu'elle assistait à un évènement social important. » Elle a été accueillie par l'hôtesse avec les mots : « Comme c'est gentil d'avoir pu venir. Tous vos amis sont ici et ils vous attendent. » L'hôtesse la conduisit alors à la porte et l'ouvrit, et la rêveuse entra – dans une étable !
Freud avait noté depuis longtemps « des cas dans lesquels une maladie mentale avait commencé avec un rêve et dans lesquels le délire originaire du rêve avait persisté ».
R. D. Laing offre un récit autobiographique d'une psychose dans laquelle le protagoniste a eu un « vrai sentiment de régression dans le temps : « j'avais en fait l'impression d'errer dans une sorte de paysage avec – euh – paysage désertique – comme si j'étais un animal, ou plutôt – plutôt un gros animal. Une sorte de rhinocéros ou quelque chose comme ça et émettant des sons comme un rhinocéros. »

### L'animal totem
Eric Berne considérait les premières années de la vie comme une période où l'enfant « traite avec des gens magiques qui peuvent parfois se transformer en animaux », et pensait que même plus tard dans la vie « un grand nombre de personnes ont un animal qui revient encore et encore dans leurs rêves. Voici leur totem – quelque chose qui peut offrir une voie de retour pour les premières identifications régressives.
Les références culturelles désobligeantes identifiant des personnes "comme du bétail, les yeux toujours baissés et la tête penchée vers la terre, c'est-à-dire vers la table à manger remonte au moins à Platon ; tandis que « l'identification directe de la femme et de la vache » dans l'humour populaire offre une autre source potentielle d'identification délirante. Des preuves anthropologiques telles que « une danse du buffle birmane dans laquelle des danseurs masqués sont possédés par l'esprit du buffle » semblerait confirmer de telles influences totémiques/culturelles.

## Dans la culture populaire
- La Vache, un film iranien par Dariush Mehrjui
- Dans un épisode du dessin animé Utena, la fillette révolutionnaire, la jeune fille Nanami en vient à croire qu'elle est une vache après avoir reçu une cloche à vache en cadeau et croyant à tort qu'il s'agissait d'un bijou. Les thèmes de l'épisode sont principalement féministes, utilisant une interprétation de la célèbre chanson Dona, Dona dans le contexte de Nanami étant une vache pour raconter le mauvais traitement social des femmes.